# Babička (Simpsonovi)
Babička (v anglickém originále Mother Simpson) je 8. díl 7. řady (celkem 136.) amerického animovaného seriálu Simpsonovi. Scénář napsal Richard Appel a díl režíroval David Silverman. V USA měl premiéru dne 19. listopadu 1995 na stanici Fox Broadcasting Company a v Česku byl poprvé vysílán 21. října 1997 na stanici ČT1.

## Děj
Poté, co se Homer dozví, že pan Burns chce, aby jeho zaměstnanci v sobotu uklízeli odpadky na dálnici, kterou jeho firma udržuje, předstírá vlastní smrt pomocí figuríny, aby se tomu vyhnul. Když Marge druhý den jeho plán odhalí, donutí Homera, aby šel do Springfieldské matriky vysvětlit, že není mrtvý. Pohádá se s úředníkem, který tvrdí, že Homerova matka je stále naživu, ačkoli si myslí, že zemřela, když byl malý. Homer navštíví hrob, o kterém si myslí, že je její, a zjistí, že patří Waltu Whitmanovi. Poté, co spadne do hrobu, který byl pro něj vykopán, k Homerovi přistoupí žena, která ho pokárá za to, že spadl do hrobu jejího syna. Homer v ní pozná svou matku Monu a dojde k jejich emotivnímu shledání. 
Líza se brzy sblíží se svou babičkou z otcovy strany, ale všimne si, že Mona utíká dovnitř domu, když kolem projíždí policejní auto. Líza se podezřívavě svěří se svými obavami Bartovi, jenž prohledá Moninu kabelku a najde několik řidičských průkazů s různými jmény. Marge a Homer se diví, proč Mona opustila svého syna a 26 let se nevrátila. Rodina konfrontuje Monu, která odhalí pravdu o své minulosti. V roce 1969 se Mona připojila ke skupině hippies, kteří protestovali proti bakteriologické laboratoři pana Burnse, jež se chystala otrávit všechny obyvatele Springfieldu. Skupina odpálila v laboratoři „antibiotickou bombu“, která všechny bacily zabila. Rozzuřeného Burnse hippies při pokusu o zastavení pošlapali. Když se Mona vrátila Burnsovi na pomoc, byla rozpoznána jako jeden z pachatelů, což ji donutilo opustit Homera a jeho otce Abea a skrývat se. 
Poté, co se Homer dozví, že nikdy nedostal žádný z balíčků, které mu matka každý týden posílala, jde si je vyzvednout na poštu a vezme Monu s sebou. Když tam jsou, Burns Monu pozná a zavolá FBI, která ji vystopuje až k Simpsonovým domů. Než ji stihnou zatknout, dostane Homer anonymní tip, že jeho matka má být zatčena, a pomůže jí utéct. Později se ukáže, že oznamovatelem je náčelník Wiggum, který pracoval jako hlídač v Burnsově laboratoři, dokud mu antibiotická mlha nevyléčila astma a neumožnila mu konečně nastoupit na policejní akademii. Mona si uvědomí, že se musí opět skrývat, a rozloučí se s Homerem, když odjíždí s další skupinou hippies. Po jejím odchodu sedí Homer sám na svém autě a dlouho do noci pozoruje hvězdy.

## Produkce
S nápadem na díl přišel Richard Appel, který se rozhodl natočit něco o Homerově matce, která byla předtím zmíněna pouze jednou. Mnozí autoři nemohli uvěřit, že epizoda o Homerově matce ještě nebyla natočena. Součástí zábavy epizody o Homerově matce pro scenáristy bylo, že mohli vyřešit několik malých hádanek, například odkud se vzala Lízina inteligence. O závěrečném záběru s Homerem hledícím na oblohu se rozhodlo při čtení u stolu, ale kresbu na konci vložil David Silverman, protože měl pocit, že scéna je tak dojemná, že další repliky nejsou potřeba. Výsledkem bylo, že během původního vysílání epizody nebyly nad titulky odvysílány žádné upoutávky. Bill Oakley přiznal, že mu při sledování závěru vždy ukápne slza.
Glenn Closeová, kterou režíroval Josh Weinstein, byla k natáčení epizody přesvědčena částečně kvůli Jamesi L. Brooksovi. Mona Simpsonová byla navržena tak, aby se v obličeji trochu podobala Homerovi, například tvarem horního rtu a nosu. Došlo k několika změnám designu, protože se režiséři snažili, aby byla atraktivní starší i mladší ženou, ale přesto byla podobná Simpsonovým. Inspirací pro postavu byla Bernardine Dohrnová z Weather Underground, i když autoři přiznávají, že jejímu popisu odpovídá několik lidí. Zločin Mony Simpsonové byl záměrně tím nejméně násilným zločinem, který scenáristy napadl, protože nikomu neublížila a byla chycena jen proto, že se vrátila na pomoc panu Burnsovi. Postava byla pojmenována po tehdejší manželce Richarda Appela, spisovatelce Moně Simpsonové. Když Mona nastupuje do dodávky, její hlas namluvila Pamela Haydenová, protože Closeová nedokázala správně vyslovit „D'oh!“.
Design Joea Fridaye vychází z jeho designu v Dragged Net!, parodii na seriál Dragnet, která vyšla v časopise Mad Magazine v 50. letech 20. století. Mona, která se stane radikální poté, co uvidí kotlety Joea Namatha, je parodií na to, jak v mnoha filmech 60. let dochází k náhlému momentu proměny a hraje hudba jako „Turn! Turn! Turn!“. Mezi scenáristy se hodně diskutovalo o tom, jaký by to měl být moment. Píseň, která měla být původně nahraná přes kazetu pana Burnse s písní Richarda Wagnera „Ride of the Valkyries“, byla „Wake Me Up Before You Go-Go“ od Wham!, ale byla příliš drahá na to, aby se dala vyčistit, a tak byla místo ní vybrána „Waterloo“ od ABBY.

## Kulturní odkazy
Díl čerpá z řady odkazů na populární kulturu 60. let. V této epizodě se objevují tři písně z 60. let: „Sunshine of Your Love“ od skupiny Cream, „Blowin' in the Wind“ od Boba Dylana a cover Jimiho Hendrixe „All Along the Watchtower“. Mona Simpsonová je viděna, jak čte knihu Steal This Book od Abbie Hoffmanové. Mona se zmiňuje, že na útěku pracovala v několika zaměstnáních, včetně „marketingu řady dietních koktejlů Jerryho Rubina, korektury kuchařky Bobbyho Seala a kontroly úvěrů v prodejně Porsche Toma Haydena“. Rubin, Seale a Hayden byli tři liberální radikálové 60. let. Rubin skutečně měl řadu dietních koktejlů a Seale napsal několik kuchařek. Hayden však Porsche nikdy nevlastnil.
Radikálové používají budík Spira Agnewa, který je založen na skutečném předmětu. Když pan Burns jede s tankem směrem k domu Simpsonových, má na hlavě obrovskou pokrývku hlavy. Jedná se o odkaz na PR trik Michaela Dukakise během jeho kampaně v prezidentských volbách v roce 1988. Abraham Simpson krátce prohlásí, že je skutečné Lindberghovo dítě, když se snaží zdržet agenty FBI. Když pan Burns přehrává kazetu s písní „Ride of the Valkyries“, Smithers ji přehrál písní „Waterloo“ od skupiny ABBA, což je narážka na Smithersovu naznačenou homosexualitu a na scénu útoku na helikoptéru na pláži ve filmu Apokalypsa, v níž je „Ride of the Valkyries“ slavně zahrána. Scéna z Apokalypsy byla odkazem na vyvrcholení němého filmu Zrození národa z roku 1915. Maggie je zobrazena, jak tančí v plenkách a pokrytá slogany v parodii na výplňové scény seriálu Laugh-In, v nichž Goldie Hawnová a další herečky jako Ruth Buzziová a Jo Anne Worleyová tančily v bikinách se slogany a kresbami namalovanými na těle. Dva agenti FBI jsou Joe Friday a Bill Gannon ze seriálu Dragnet. Gannona namluvil Harry Morgan, muž, který hrál Gannona ve verzi seriálu ze 60. let.

## Přijetí
V původním vysílání skončil díl v týdnu od 13. do 19. listopadu 1995 na 45. místě v žebříčku sledovanosti s ratingem Nielsenu 10,0, což odpovídá přibližně 9,6 milionu domácností. Byl to čtvrtý nejlépe hodnocený pořad na stanici Fox v tomto týdnu, hned po seriálech Beverly Hills 90210, Akta X a Melrose Place.
Díl je jednou z nejoblíbenějších epizod Oakleyho a Weinsteina; označili jej za dokonalou kombinaci skutečných emocí, dobrých vtipů a zajímavého příběhu. V roce 1996 byl Speciální čarodějnický díl 7. řady navržen na cenu Emmy v kategorii vynikající animovaný pořad kratší než jedna hodina, protože měl 3D animační pasáž, která by mu podle jejich názoru dala výhodu. Nakonec zvítězil film A Pinky and the Brain Christmas. Bill Oakley v roce 2005 v komentáři na DVD k této epizodě vyjádřil lítost nad tím, že epizoda Babička nebyla přihlášena, a domníval se, že kdyby byla přihlášena, snadno by vyhrála. Vtip o tom, že Homer zřejmě zná Walta Whitmana, je jedním z oblíbených vtipů Davida Silvermana.
Warren Martyn a Adrian Wood, autoři knihy I Can't Believe It's a Bigger and Better Updated Unofficial Simpsons Guide, epizodu pochválili a označili ji za „nabitou gagy a velmi dojemnou“.
Server IGN zařadil výkon Glenn Closeové na 25. místo mezi nejlepšími hostujícími hvězdami v historii seriálu. Časopis Entertainment Weekly ji v roce 2008 označil za jednu z 16 nejlepších hostujících hvězd Simpsonových.